# Organisation des producteurs de pétrole africains

Logo de l'organisation des producteurs africains.

L'Organisation des producteurs de pétrole africains (en anglais : African Petroleum Producers Organization ; en portugais : Associação de Produtores de Petróleo Africanos ; en arabe : رابطة منتجي النفط الأفريقية) est une organisation internationale de pays africains producteurs de pétrole.

## Histoire
Dans les années 1980, l'idée d'une association des producteurs de pétrole africains émerge lors de rencontres informelles entre l'Algérie, le Gabon, la Libye et le Nigeria, tous membres de l'OPEP. Une première réunion officielle a lieu à Libreville en octobre 1984, puis en juin 1985 à Brioni. En avril 1986, les statuts de l'association sont élaborés, puis en janvier 1987, 8 pays (Algérie, Angola, Bénin, Cameroun, Congo, Gabon, Libye, Nigeria) créent l'Association des producteurs de pétrole africain.
Le 13 mars 2017, l'Association des producteurs de pétrole africains est renommée Organisation des Producteurs Africains (APO). En juillet 2017, dans le but de réformer les organes de l'APO et ouvrir son fonds à d'autres organisations, 2 sous-comités techniques sont créés. En avril 2018, les pays membres de l'organisation signent un accord d'assistance mutuelle pour surmonter les difficultés financières de leur pétro-économie,.

## Description
Le siège principal de l'Organisation des producteurs africains se situe à Brazzaville au Congo-Brazzaville. Le but de l'organisation est de renforcer la collaboration entre les différentes compagnies pétrolières des pays membres et de maintenir une stabilité des prix.

## États membres
- l' Afrique du Sud (depuis février 2005)
- l' Algérie
- l' Angola
- le  Bénin
- le  Cameroun
- le  République du Congo
- la  Côte d'Ivoire
- l' Égypte
- le  Gabon
- le  Ghana
- la  Guinée équatoriale
- la  Libye
- la  Mauritanie
- le  Niger
- le  Nigeria
- la  République démocratique du Congo (ex Zaïre)
- le  Tchad (depuis février 2005)
- le  Soudan
- le  Sénégal

## Banque africaine de l'énergie
L’Appo est, avec l'Afreximbank, à l'origine de la création de la Banque africaine de l'énergie,.

## Articles liés
- Association des producteurs de diamants africains